# 136 Austria
136 Austria je metalni asteroid glavnog pojasa, po sastavu mješavina nikla i željeza.
Asteroid je 18. ožujka 1874. iz Pule otkrio Johann Palisa. Ovo je bio prvi od 122 asteroida koje Palisa otkrio i on ga je nazvao latinskim imenom svoje domovine Austrije.
… | 135 Hertha | 136 Austria | 137 Meliboea | …